# Psalms for the Dead
Psalms for the Dead – jedenasty studyjny album szwedzkiej grupy doom metalowej Candlemass, wydany 5 czerwca 2012 roku przez wytwórnię płytową Napalm Records.

## Lista utworów
Opracowano na podstawie materiału źródłowego.
1. "Prophet" – 06:05
2. "The Sound of Dying Demons" – 05:30
3. "Dancing in the Temple (Of the Mad Queen Bee)" – 03:38
4. "Waterwitch" – 07:03
5. "The Lights of Thebe" – 05:49
6. "Psalms for the Dead" – 05:15
7. "The Killing of the Sun" – 04:09
8. "Siren Song" – 05:57
9. "Black as Time" – 06:47

Utwory bonusowe
- "Sadness Runs Deep"
- "Beneath the Fire"

## Twórcy
Opracowano na podstawie materiału źródłowego.
| Zespół Candlemass w składzie - Robert Lowe – śpiew - Lars "Lasse" Johansson – gitara - Mats "Mappe" Björkman – gitara - Leif Edling – gitara basowa - Jan Lindh – perkusja | Muzycy sesyjni - Mats Levén – śpiew - Carl Westholm – instrumenty klawiszowe Gościnnie - Mark Roberton – narracje (utwór 9) - Per Wiberg – Organy Hammonda (utwór 8) |